# Karl Schleich

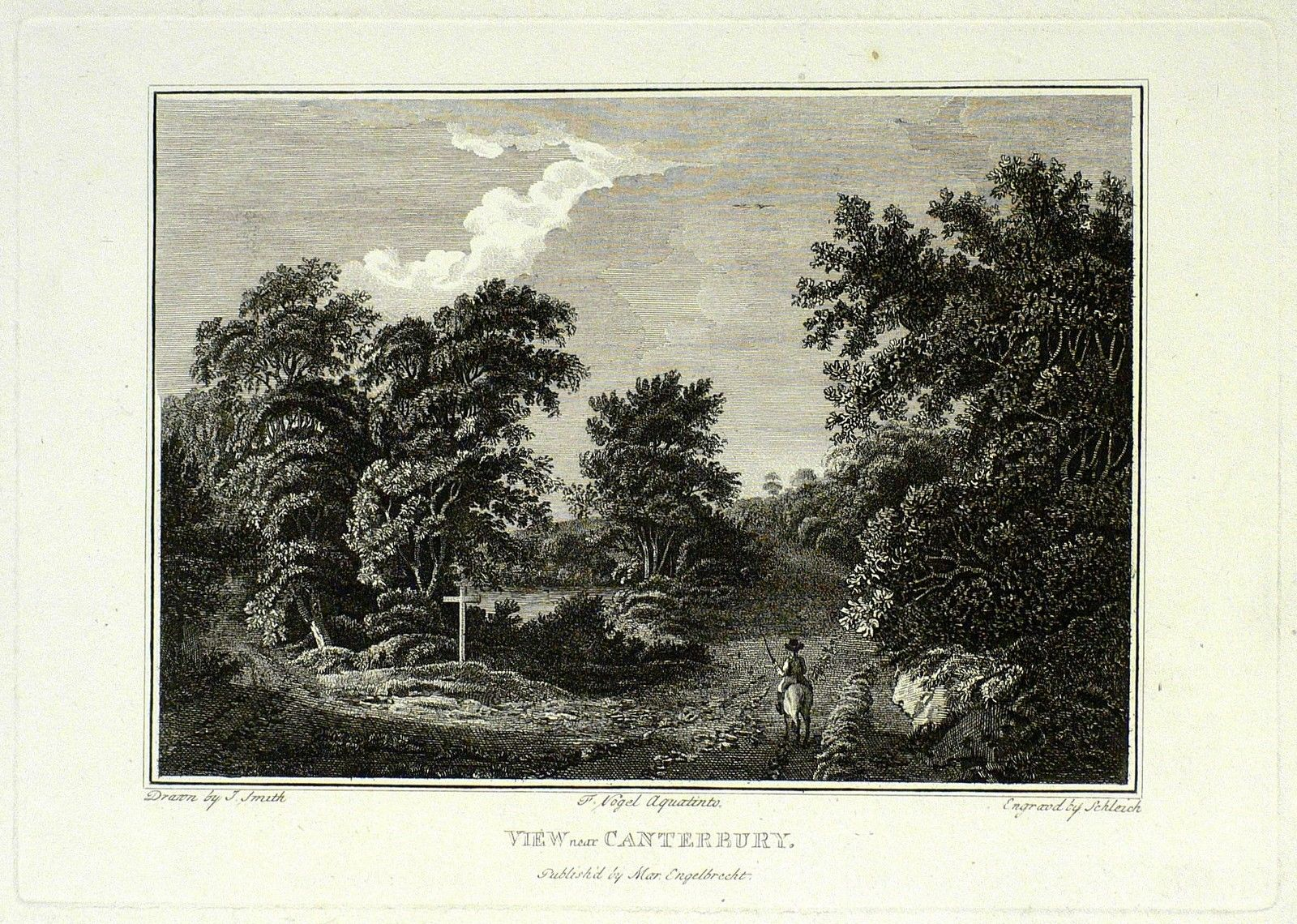
View near Canterbury

Johann Karl Schleich (der Jüngere), auch Carl Schleich (* 1788 in Augsburg; † 1840 in München) war ein deutscher Kupferstecher.

## Leben
Er war der Sohn des Augsburger Kupferstechers Johann Karl Schleich (1759–1842) und der Thekla Heßler. Bei seinem Vater erlernte er auch das Kupferstechen. Gemeinsam mit seinem Vater wurde er 1805 in das Topographische Bureau nach München berufen, wo er sich auf das Stechen von Landkarten spezialisierte. Gemeinsam mit seinem Vater arbeitete er auch an Adrian von Riedls Stromatlas von Baiern.
Am 19. August 1818 wurde er noch als 30-jähriger Student der Kupferstecherkunst unter der Nummer 469 ins Matrikelbuch der Münchner Königlichen Akademie der Bildenden Künste eingetragen.
Schleich scheint sich später auf das Stechen von Landschaftsmotiven spezialisiert zu haben.

## Werke (Auswahl)
- Liebfrauenmünster in Ingolstadt, Stahlstich, um 1840 (online)
- Landschaft bei München, Radierung, 1810
- Gegend in Oberbaiern, Radierung, um 1810
- Heinrich Graf von Reigersberg (1770-1865), Kupferstich (online)
- Franz Ludwig von Erthal, Fürstbischof von Würzburg, Kupferstich nach Rosalie Treu
- Sammlung: Ansicht des Mineral-Bades Schäftlarn nach Johann Jakob Dorner – Landschaft mit Vieh und stehendem Hirten nach Max Josef Wagenbauer – Landschaft mit Vieh und sitzendem Hirten nach Wagenbauer – Bauernfamilie mit Vieh und melkender Magd in Landschaft – Flusslandschaft mit Gehöften im Hintergrund – Waldlandschaft mit Wanderern, Verlag Frauenholz, Nürnberg 1801
- Höchste Spitze des Kreuzberges, Kupferstich, um 1816